# Pernilla Karlsson
Pernilla Karlsson (ur. 11 czerwca 1990 w Siuntio) – fińska piosenkarka, reprezentantka Finlandii podczas 57. Konkursu Piosenki Eurowizji, który odbył się w Baku w Azerbejdżanie, zawodniczka klubu Sjundeå IF występującego w najwyższej klasie rozgrywkowej w piłce ręcznej w Finlandii.

## Dzieciństwo
Pernilla Karlsson należy do szwedzkojęzycznej mniejszości fińskiej.

## Kariera muzyczna
W 2006 roku Karlsson wygrała fińsko-szwedzki konkurs piosenki Världens Minsta schlagerfestival. Pomimo wygranej zrezygnowała na kilka lat z kariery piosenkarki. Dzięki wsparciu brata Jonasa, fińskiego inżyniera dźwięku, producenta muzycznego i założyciela wytwórni muzycznej, postanowiła powrócić do śpiewania i nagrać materiał na debiutancki album.
Pod koniec lutego 2012 roku wystąpiła w finale fińskich eliminacji eurowizyjnych Uuden musiikin kilpailu ze szwedzkojęzyczną balladą „När jag blundar”, którą napisała wraz z Jonasem. Piosenka powstała z okazji 50. urodzin matki rodzeństwa. W finale selekcji zdobyła największe poparcie telewidzów (53,4% głosów) i wygrała selekcję, dzięki czemu została wybrana na reprezentantkę Finlandii podczas 57. Konkursu Piosenki Eurowizji organizowanego w Baku. 22 maja wystąpiła w pierwszym półfinale 57. Konkursu Piosenki Eurowizji z dziewiątym numerem startowym i zajęła ostatecznie 12. miejsce z 41 punktami na koncie, przez co nie zakwalifikowała się do finału.

## Życie prywatne
Poza śpiewaniem, pasją Karlsson jest piłka ręczna. Piosenkarka gra w klubie sportowym Sjundeå IF.